# Nedělní odpoledne na ostrově Grande Jatte
Nedělní odpoledne na ostrově Grande Jatte (francouzsky Un dimanche après-midi à l'Île de la Grande Jatte) [grand'žatt] je pointilistická olejomalba francouzského malíře Georgese Seurata z let 1884 až 1886. Je to autorovo nejslavnější dílo a jeden z nejlepších příkladů pointilistické techniky. Obraz s Pařížany, kteří odpočívají na břehu řeky Seiny na Île de la Jatte, začal Seurat malovat v květnu 1884, od dubna 1885 práci přerušil a obraz dokončoval od října 1885 do května 1886. Poprvé obraz vystavil v květnu 1886 na osmé výstavě impresionistů a podruhé v srpnu téhož roku na Salonu Společnosti nezávislých umělců; tuto společnost Seurat spoluzakládal roku 1884. Malbu roku 1924 získal Institut umění v Chicagu údajně za cenu 24 000 dolarů. což by odpovídalo asi 354 000 dolarům roce 2018.